# Chicago Film Critics Association Awards 1999
La cerimonia di premiazione della 12ª edizione dei Chicago Film Critics Association Awards si è tenuta nel Park West Theatre di Chicago, Illinois, il 13 marzo 2000, per premiare i migliori film prodotti nell'anno 1999. Per condurre la serata è stato, nuovamente, scelto l'attore statunitense Tom Dreesen.

## Vincitori e candidati
I vincitori sono indicati in grassetto.

### Miglior film
- American Beauty (American Beauty), regia di Sam Mendes
- Essere John Malkovich (Being John Malkovich), regia di Spike Jonze
- Insider - Dietro la verità (The Insider), regia di Michael Mann
- Magnolia (Magnolia), regia di Paul Thomas Anderson
- Una storia vera (The Straight Story), regia di David Lynch

### Miglior film in lingua straniera
- Tutto su mia madre (Todo sobre mi madre), regia di Pedro Almodóvar
- Gli amanti del Pont-Neuf (Les amants du Pont-Neuf), regia di Leos Carax
- Racconto d'autunno (Conte d'automne), regia di Éric Rohmer
- Wandāfuru raifu, regia di Hirokazu Koreeda

### Miglior attore
- Kevin Spacey - American Beauty (American Beauty)
- Denzel Washington - Hurricane - Il grido dell'innocenza (The Hurricane)
- Russell Crowe - Insider - Dietro la verità (The Insider)
- Richard Farnsworth - Una storia vera (The Straight Story)
- Jim Broadbent - Topsy-Turvy - Sotto-sopra (Topsy-Turvy)

### Migliore attrice
- Hilary Swank - Boys Don't Cry (Boys Don't Cry)
- Annette Bening - American Beauty (American Beauty)
- Reese Witherspoon - Election (Election)
- Julianne Moore - Fine di una storia (The End of the Affair)
- Janet McTeer -  In cerca d'amore (Tumbleweeds)

### Miglior attore non protagonista
- Tom Cruise - Magnolia (Magnolia)
- John Malkovich - Essere John Malkovich (Being John Malkovich)
- Michael Clarke Duncan - Il miglio verde (The Green Mile)
- Christopher Plummer - Insider - Dietro la verità (The Insider)
- Haley Joel Osment - Il sesto senso (The Sitxth Sense)

### Migliore attrice non protagonista
- Chloë Sevigny - Boys Don't Cry (Boys Don't Cry)
- Catherine Keener - Essere John Malkovich (Being John Malkovich)
- Angelina Jolie - Ragazze interrotte (Girl, Interrupted)
- Julianne Moore - Un marito ideale (An Ideal Husband)
- Samantha Morton - Accordi e disaccordi (Sweet and Lowdown)

### Miglior regista
- Sam Mendes - American Beauty (American Beauty)
- Spike Jonze - Essere John Malkovich (Being John Malkovich)
- Stanley Kubrick - Eyes Wide Shut (Eyes Wide Shut)
- Paul Thomas Anderson - Magnolia (Magnolia)
- David Lynch - Una storia vera (The Straight Story)

### Migliore sceneggiatura
- Charlie Kaufman - Essere John Malkovich (Being John Malkovich)
- Alan Ball - American Beauty (American Beauty)
- Paul Thomas Anderson - Magnolia (Magnolia)
- M. Night Shyamalan - Il sesto senso (The Sitxth Sense)
- Mike Leigh - Topsy-Turvy - Sotto-sopra (Topsy-Turvy)

### Miglior fotografia
- Robert Richardson - La neve cade sui cedri (Snow Falling on Cedars)
- Conrad L. Hall - American Beauty (American Beauty)
- Larry Smith e Stanley Kubrick - Eyes Wide Shut (Eyes Wide Shut)
- Emmanuel Lubezki - Il mistero di Sleepy Hollow (Sleepy Hollow)
- John Seale - Il talento di Mr. Ripley (The Talented Mr. Ripley)

### Miglior colonna sonora originale
- Trey Parker e Marc Shaiman - South Park: il film - Più grosso, più lungo & tutto intero (South Park: Bigger, Longer & Uncut)
- Rachel Portman - Le regole della casa del sidro (The Cider House Rules)
- Jocelyn Pook - Eyes Wide Shut (Eyes Wide Shut)
- Tom Tykwer, Johnny Klimek e Reinhold Heil - Lola corre (Lola rennt)
- John Corigliano - Il violino rosso (Le violon rouge)

### Attrice più promettente
- Julia Stiles - 10 cose che odio di te (10 Things I Hate About You)
- Émilie Dequenne - Rosetta (Rosetta)
- Samantha Morton - Accordi e disaccordi (Sweet and Lowdown)
- Janet McTeer - In cerca d'amore (Tumbleweeds)
- Lara Belmont - Zona di guerra (The War Zone)

### Attore più promettente
- Wes Bentley - American Beauty (American Beauty)
- Chris Klein - American Pie (American Pie)
- Terrence Howard - The Best Man (The Best Man)
- Michael Clarke Duncan - Il miglio verde (The Green Mile)
- Haley Joel Osment - Il sesto senso (The Sitxth Sense)

## Riconoscimenti speciali

### Commitment to Chicago Award
- Dick Cusack, Nancy Cusack, Ann Cusack, Bill Cusack, Joan Cusack, John Cusack e Susie Cusack[1]

### Big Shoulders Award
- Facets Multi-Media, Inc (Milos Stehlik)